# STS-51C
STS-51С e петнадесетата мисия на НАСА по програмата Спейс шатъл и трети полет на совалката Дискавъри. Това е първата мисия в интерес на Министерството на отбраната на САЩ и много от детайлите на полета остават секретни.

## Екипаж

### Основен екипаж
| Пост                         | Астронавт                             |
| ---------------------------- | ------------------------------------- |
| Командир                     | Томас Матингли трети космически полет |
| Пилот                        | Лорън Шрайвър първи космически полет  |
| Специалист на мисията 1      | Елисън Онизука първи космически полет |
| Специалист на мисията 2      | Джеймс Бакли първи космически полет   |
| Специалист по полезния товар | Гари Пейтън първи космически полет    |

- Броят на полетите е преди и включително тази мисия.

### Дублиращ екипаж
| Пост                         | Астронавт |
| ---------------------------- | --------- |
| Специалист по полезния товар | Кийт Райт |

## Полетът
Това е първата от 9 планирани мисии за тази година. Стартира на 24 януари след едно отлагане поради лоши атмосферни условия (ниски температури, довели 1 година по-късно до гибелта на совалката Чалънджър). Любопитното е, че за тази мисия е трябвало да лети именно „Чалънджър“, но е заменена заради проблеми с покритието си от термоплочки.
Мисията е първи полет на совалка в интерес на Министерството на отбраната и поради това много детайли са секретни. Полезния товар на мисията се предполага, че е спътник Магнум (ELINT – electronic intelligence, електронно разузнаване), разположен на геосинхронна орбита над територията на СССР. Други подобни спътници са изведени при мисии STS-33 и STS-38. Той е изведен на седмата обиколка, а официално е обявено, че е ускорител на втора степен.
За четвърти път се приземява совалка в Космически център „Кенеди“, след 3 денонощия 1 час и 33 минути в космоса.

## Параметри на мисията
- Маса:
  - При старта: 113 802 кг
  - При кацането: данните са секретни
  - Полезен товар: данните са секретни
- Перигей: 332 км
- Апогей: 341 км
- Инклинация: 28,4°
- Орбитален период: 91.3 мин